# Superliga Brasileira de Voleibol Masculino de 2013–14 - Série A
A Superliga Brasileira de Voleibol Masculino de 2013–14 - Série A foi a 20ª edição desta competição organizada pela Confederação Brasileira de Voleibol através da Unidade de Competições Nacionais. Também foi a 36ª edição do Campeonato Brasileiro de Voleibol Masculino, a principal competição entre clubes de voleibol masculino do Brasil.  Participaram do torneio doze equipes provenientes de cinco estados brasileiros: São Paulo, Rio de Janeiro, Minas Gerais, Rio Grande do Sul e Paraná.
O Sada Cruzeiro Vôlei conquistou o bicampeonato nacional ao vencer na decisão o Sesi-SP na decisão por três sets a zero. A partida foi realizada no Ginásio do Mineirinho, em Belo Horizonte, Minas Gerais.

## Regulamento
A fase classificatória da competição foi disputada por doze equipes em dois turnos. Em cada turno, todos os times jogaram entre si uma única vez. Os jogos do segundo turno foram realizados na mesma ordem do primeiro, apenas com o mando de quadra invertido. Os oito primeiros colocados se classificaram para os play-offs. Nesta fase, a vitória por 3-0 ou 3-1 garantiu três pontos para o ganhador e nenhum ponto para o perdedor. Já com o placar de 3-2, o ganhador da partida levou dois pontos e o perdedor um. 
Os play-offs foram divididos em três fases - quartas-de-final, semi-finais e final.
Nas quartas-de-final houve um cruzamento entre as equipes com os melhores índices técnicos seguindo a lógica: 1ª x 8ª (A); 2ª x 7ª(B); 3ª x 6ª(C) e 4ª x 5ª(D). Estas jogaram partidas em melhor de 3 (jogos), sendo um mando de campo para cada e o jogo de desempate, quando houve, no ginásio da equipe com o melhor índice técnico da fase classificatória. 
As semifinais foram disputadas pelas equipes que passaram das quartas-de-final, seguindo a lógica: vencedora do duelo A x vencedora do duelo D; vencedora do duelo B x vencedora do duelo C. Estas jogaram novamente partidas em melhor de 3 (jogos), sendo um mando de campo para cada e o jogo de desempate, quando houve, no ginásio da equipe com o melhor índice técnico da fase classificatória. 
As vencedoras se classificaram para a final, que foi disputada em jogo único no estado do primeiro colocado da fase classificatória.  A terceira e a quarta colocações foram definidas pelo melhor índice técnico da fase classificatória. 
As equipes que não se classificaram para as quartas-de-final disputariam um quadrangular (play-outs) no qual a última colocada seria rebaixada para a Série B 2015. Entretanto, após dificuldades econômicas das equipes, tal quadrangular foi cancelado.[carece de fontes?]
Pela primeira vez na história do torneio os sets foram disputados até 21 pontos com a diferença mínima de dois pontos (com exceção do quinto set, que foi vencido pela equipe que fez 15 pontos com pelo menos dois de diferença). Ocorreram paradas técnicas no 7º e no 14º pontos da equipe que primeiro os alcançaram.

## Equipes participantes

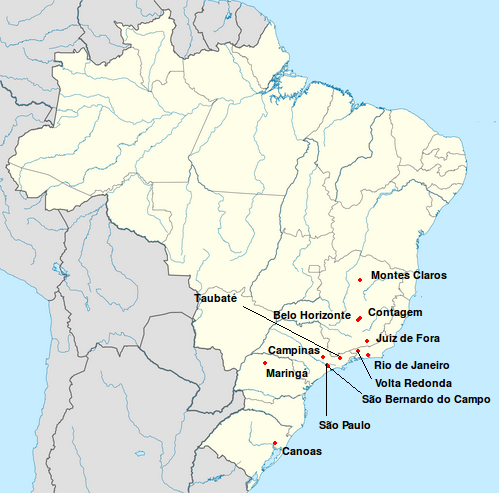
Cidades das equipes da Superliga Masculina 2013/2014 - Série A

Doze equipes disputaram o título da Superliga Masculina de 2013/2014 - Série A. São elas:
| Equipe Nome fantasia                   | Ginásio Cidade                        | Capacidade | Temporada 2012/2013 |
| -------------------------------------- | ------------------------------------- | ---------- | ------------------- |
| RJ Esportes RJ Vôlei                   | Tijuca TC Rio de Janeiro              | 3 000      | 1º                  |
| ASE Sada Cruzeiro Sada Cruzeiro Vôlei  | Riacho Contagem                       | 2 000      | 2º                  |
| Sesi-SP                                | Vila Leopoldina São Paulo             | 800        | 3º                  |
| Minas TC Vivo/Minas                    | Arena JK Belo Horizonte               | 3 650      | 4º                  |
| BVC Campinas Vôlei Brasil Kirin        | Taquaral Campinas                     | 2 600      | 5º                  |
| APAV Canoas Kappesberg Canoas          | La Salle Canoas                       | 1 200      | 6º                  |
| Volta Redonda FC Voltaço               | Ilha São João Volta Redonda           | 4 000      | 7º                  |
| ADC São Bernardo São Bernardo Vôlei    | Adib Moysés Dib São Bernardo do Campo | 5 730      | 8º                  |
| UFJF                                   | UFJF Juiz de Fora                     | 1 000      | 10º                 |
| FUNVIC Taubaté Funvic/Taubaté          | Abaeté Taubaté                        | 3 000      | 12º                 |
| APMV Montes Claros Montes Claros Vôlei | Tancredo Neves Montes Claros          | 5 000      | 1º (Série B)        |
| VBCE Maringá Moda/Maringá              | Chico Neto Maringá                    | 4 538      | estreante           |

## Fase classificatória

### Classificação
- Vitória por 3 sets a 0 ou 3 a 1: 3 pontos para o vencedor;
- Vitória por 3 sets a 2: 2 pontos para o vencedor e 1 ponto para o perdedor.
- Não comparecimento, a equipe perde 2 pontos.
- Em caso de igualdade por pontos, os seguintes critérios servem como desempate: número de vitórias, razão de sets e razão de ralis.

|  |                                                                                   |
|  | Equipes classificadas para às quartas-de-final e garantidas na Série A 2014/2015. |
|  | Equipes que disputarão o play-out.                                                |

|     |                    |     | Jogos | Jogos | Jogos | Resultados | Resultados | Resultados | Resultados | Resultados | Resultados | Sets | Sets | Sets  | Pontos | Pontos | Pontos |
| Pos | Equipe             | Pts | T     | V     | D     | 3–0        | 3–1        | 3–2        | 2–3        | 1–3        | 0–3        | V    | P    | R     | V      | P      | R      |
| --- | ------------------ | --- | ----- | ----- | ----- | ---------- | ---------- | ---------- | ---------- | ---------- | ---------- | ---- | ---- | ----- | ------ | ------ | ------ |
| 1   | ASE Sada Cruzeiro  | 56  | 22    | 18    | 4     | 10         | 6          | 2          | 4          | 0          | 0          | 62   | 22   | 2.818 | 1674   | 1432   | 1.169  |
| 2   | Sesi-SP            | 55  | 22    | 19    | 3     | 9          | 6          | 4          | 2          | 0          | 1          | 61   | 23   | 2.652 | 1678   | 1507   | 1.113  |
| 3   | BVC Campinas       | 42  | 22    | 14    | 8     | 8          | 3          | 3          | 3          | 2          | 3          | 50   | 33   | 1.515 | 1630   | 1535   | 1.062  |
| 4   | Minas TC           | 37  | 22    | 13    | 9     | 6          | 3          | 4          | 2          | 3          | 4          | 46   | 38   | 1.211 | 1615   | 1556   | 1.038  |
| 5   | RJ Esportes        | 34  | 22    | 11    | 11    | 5          | 4          | 2          | 3          | 4          | 4          | 43   | 41   | 1.049 | 1585   | 1622   | 0.977  |
| 6   | APAV Canoas        | 31  | 22    | 11    | 11    | 3          | 4          | 4          | 2          | 4          | 5          | 41   | 45   | 0.911 | 1605   | 1615   | 0.994  |
| 7   | ADC São Bernardo   | 30  | 22    | 10    | 12    | 1          | 6          | 3          | 3          | 2          | 7          | 38   | 48   | 0.792 | 1602   | 1638   | 0.978  |
| 8   | VBCE Maringá       | 27  | 22    | 10    | 12    | 4          | 3          | 3          | 0          | 6          | 6          | 36   | 45   | 0.800 | 1543   | 1576   | 0.979  |
| 9   | UFJF               | 25  | 22    | 8     | 14    | 0          | 6          | 2          | 3          | 3          | 8          | 33   | 52   | 0.635 | 1593   | 1717   | 0.928  |
| 10  | FUNVIC Taubaté     | 21  | 22    | 7     | 15    | 2          | 3          | 2          | 2          | 5          | 8          | 30   | 52   | 0.577 | 1486   | 1606   | 0.925  |
| 11  | Volta Redonda FC   | 19  | 22    | 6     | 16    | 4          | 1          | 1          | 2          | 10         | 4          | 32   | 51   | 0.627 | 1542   | 1639   | 0.941  |
| 12  | APMV Montes Claros | 19  | 22    | 5     | 17    | 3          | 2          | 0          | 4          | 8          | 5          | 31   | 53   | 0.585 | 1549   | 1659   | 0.934  |

### Resultados
Para um dado resultado encontrado nesta tabela, a linha se refere ao mandante e a coluna, ao visitante.
|                        | CAM | CAN | TAU | MRG | MIN | MOC | RJE | CRU | SBE | SES | UJF | VRE | Pos |
| CAM BVC Campinas       |     | 3–1 | 3–0 | 3–0 | 3–0 | 3–2 | 3–0 | 0–3 | 3–1 | 2–3 | 3–0 | 3–0 | 3º  |
| CAN APAV Canoas        | 3–2 |     | 3–1 | 3–1 | 2–3 | 3–0 | 1–3 | 2–3 | 3–2 | 1–3 | 1–3 | 3–1 | 6º  |
| TAU FUNVIC Taubaté     | 2–3 | 0–3 |     | 0–3 | 3–1 | 3–1 | 0–3 | 3–2 | 1–3 | 0–3 | 3–1 | 0–3 | 10º |
| MRG VBCE Maringá       | 0–3 | 3–0 | 0–3 |     | 3–0 | 3–1 | 3–2 | 0–3 | 1–3 | 0–3 | 3–2 | 3–1 | 8º  |
| MIN Minas TC           | 3–1 | 3–0 | 3–1 | 2–3 |     | 0–3 | 3–2 | 3–2 | 3–0 | 1–3 | 2–3 | 3–0 | 4º  |
| MOC APMV Montes Claros | 0–3 | 1–3 | 3–0 | 1–3 | 3–0 |     | 1–3 | 1–3 | 2–3 | 1–3 | 3–1 | 0–3 | 12º |
| RJE RJ Esportes        | 3–2 | 2–3 | 0–3 | 3–1 | 0–3 | 3–0 |     | 0–3 | 1–3 | 1–3 | 3–0 | 3–0 | 5º  |
| CRU ASE Sada Cruzeiro  | 2–3 | 3–0 | 3–1 | 3–0 | 3–1 | 3–0 | 3–1 |     | 3–0 | 2–3 | 3–0 | 3–1 | 1º  |
| SBE ADC São Bernardo   | 0–3 | 3–0 | 3–1 | 3–1 | 0–3 | 3–2 | 0–3 | 2–3 |     | 0–3 | 1–3 | 3–1 | 7º  |
| SES Sesi-SP            | 3–0 | 3–0 | 3–0 | 3–1 | 2–3 | 3–2 | 2–3 | 0–3 | 3–0 |     | 3–0 | 3–1 | 2º  |
| UJF UFJF               | 1–3 | 0–3 | 3–2 | 3–1 | 0–3 | 3–1 | 1–3 | 0–3 | 2–3 | 2–3 |     | 3–1 | 9º  |
| VRE Volta Redonda FC   | 3–0 | 2–3 | 2–3 | 0–3 | 1–3 | 1–3 | 3–1 | 1–3 | 3–2 | 0–3 | 3–0 |     | 11º |

## Playoffs
|  | Quartas-de-final   | Quartas-de-final   | Quartas-de-final   | Quartas-de-final   | Quartas-de-final   |   |              | Semifinais                  | Semifinais                  | Semifinais                  | Semifinais                  | Semifinais                  |  |  | Final       | Final             | Final       | Final       | Final       | Final       | Final       |
|  | de 7 a 16 de março | de 7 a 16 de março | de 7 a 16 de março | de 7 a 16 de março | de 7 a 16 de março |   |              | de 22 de março a 7 de abril | de 22 de março a 7 de abril | de 22 de março a 7 de abril | de 22 de março a 7 de abril | de 22 de março a 7 de abril |  |  | 13 de abril | 13 de abril       | 13 de abril | 13 de abril | 13 de abril | 13 de abril | 13 de abril |
|  |                    |                    |                    |                    |                    |   |              |                             |                             |                             |                             |                             |  |  |             |                   |             |             |             |             |             |
|  | 1º                 | ASE Sada Cruzeiro  | 3                  | 3                  | -                  |   |              |                             |                             |                             |                             |                             |  |  |             |                   |             |             |             |             |             |
|  | 8º                 | VBCE Maringá       | 0                  | 1                  | -                  |   |              |                             |                             |                             |                             |                             |  |  |             |                   |             |             |             |             |             |
|  | 8º                 | VBCE Maringá       | 0                  | 1                  | -                  |   | 1º           | ASE Sada Cruzeiro           | 3                           | 3                           | -                           |                             |  |  |             |                   |             |             |             |             |             |
|  |                    |                    |                    |                    |                    |   | 1º           | ASE Sada Cruzeiro           | 3                           | 3                           | -                           |                             |  |  |             |                   |             |             |             |             |             |
|  |                    | 4º                 | Minas TC           | 0                  | 0                  | - |              |                             |                             |                             |                             |                             |  |  |             |                   |             |             |             |             |             |
|  | 4º                 | 4º                 | Minas TC           | 0                  | 0                  | - | Minas TC     | 3                           | 3                           | -                           |                             |                             |  |  |             |                   |             |             |             |             |             |
|  | 4º                 |                    |                    |                    |                    |   | Minas TC     | 3                           | 3                           | -                           |                             |                             |  |  |             |                   |             |             |             |             |             |
|  | 5º                 | RJ Esportes        | 0                  | 1                  | -                  |   |              |                             |                             |                             |                             |                             |  |  |             |                   |             |             |             |             |             |
|  |                    |                    |                    |                    |                    |   |              |                             |                             |                             |                             |                             |  |  | 1º          | ASE Sada Cruzeiro | 3           |             |             |             |             |
|  |                    |                    | 2º                 | Sesi-SP            | 0                  |   |              |                             |                             |                             |                             |                             |  |  |             |                   |             |             |             |             |             |
|  | 2º                 | Sesi-SP            | 3                  | 3                  | -                  |   |              |                             |                             |                             |                             |                             |  |  |             |                   |             |             |             |             |             |
|  | 7º                 | ADC São Bernardo   | 2                  | 1                  | -                  |   |              |                             |                             |                             |                             |                             |  |  |             |                   |             |             |             |             |             |
|  | 7º                 | ADC São Bernardo   | 2                  | 1                  | -                  |   | 2º           | Sesi-SP                     | 3                           | 3                           | -                           |                             |  |  |             |                   |             |             |             |             |             |
|  |                    |                    |                    |                    |                    |   | 2º           | Sesi-SP                     | 3                           | 3                           | -                           |                             |  |  |             |                   |             |             |             |             |             |
|  |                    | 3º                 | BVC Campinas       | 1                  | 2                  | - |              |                             |                             |                             |                             |                             |  |  |             |                   |             |             |             |             |             |
|  | 3º                 | 3º                 | BVC Campinas       | 1                  | 2                  | - | BVC Campinas | 3                           | 3                           | -                           |                             |                             |  |  |             |                   |             |             |             |             |             |
|  | 3º                 |                    |                    |                    |                    |   | BVC Campinas | 3                           | 3                           | -                           |                             |                             |  |  |             |                   |             |             |             |             |             |
|  | 6º                 | APAV Canoas        | 2                  | 1                  | -                  |   |              |                             |                             |                             |                             |                             |  |  |             |                   |             |             |             |             |             |

## Classificação final
| Posição        | Equipe             | Classificação/rebaixamento      |
| -------------- | ------------------ | ------------------------------- |
| Campeão        | ASE Sada Cruzeiro  | Sul-Americano de Clubes de 2015 |
| Vice-campeão   | Sesi-SP            |                                 |
| Terceiro lugar | BVC Campinas       |                                 |
| 4              | Minas TC           |                                 |
| 5              | RJ Esportes        |                                 |
| 6              | APAV Canoas        |                                 |
| 7              | ADC São Bernardo   |                                 |
| 8              | VBCE Maringá       |                                 |
| 9              | UFJF               |                                 |
| 10             | FUNVIC Taubaté     |                                 |
| 11             | Volta Redonda FC   |                                 |
| 12             | APMV Montes Claros |                                 |

| Superliga 2013/2014                   |
| Minas Gerais                          |
| ------------------------------------- |
| ASE Sada Cruzeiro Campeão (2º título) |

## Prêmios individuais
| Melhor atacante   | Yoandy Leal       | ASE Sada Cruzeiro |
| Melhor bloqueio   | Gustavo Bonatto   | BVC Campinas      |
| Melhor saque      | Vinícius Siqueira | BVC Campinas      |
| Melhor recepção   | Bruno Canuto      | Volta Redonda FC  |
| Melhor defesa     | Rodrigo Ribeiro   | ADC São Bernardo  |
| Melhor levantador | William Arjona    | ASE Sada Cruzeiro |